# Antoni Calvo-Armengol
Pour les articles homonymes, voir Calvo et Armengol.
Antoni Calvo-Armengol, né en 1970 et mort le 3 novembre 2007, est un économiste andorran.

## Biographie
Antoni Calvo-Armengol est diplômé de l'École polytechnique (X89), de l'École des Ponts ParisTech et de l'université Pompeu Fabra.

Il a enseigné à l'université autonome de Barcelone (UAB). Ses recherches ont porté en particulier sur les réseaux sociaux, ainsi que sur les relations existant entre économie et délinquance.
Avec Yves Zenou et Coralio Ballester, il a notamment modélisé l'incitation plus ou moins grande pour un individu donné de se livrer à des activités criminelles, en fonction de son réseau social (amis, proches) et des activités répréhensibles auxquelles eux-mêmes se livrent.

## Œuvres
- Antoni Calvo-Armengol, Théorie des jeux : négociations et réseaux, 2000
- Antoni Calvó-Armengol, Yves Zenou, The importance of the distribution of consumers in horizontal product différentiation, Centre for Economic Policy Research, 2001
- Antoni Calvó-Armengol, Yves Zenou, Coralio Ballester, Delinquent Networks